# 禾叶兰属
禾叶兰属（学名：Agrostophyllum），又名糠穗蘭屬，是兰科下的一个属，为附生兰。该属共有约60种，分布于塞舌尔群岛、东南亚至玻利尼西亚。
禾叶兰属为附生草本，花较小，有8个花粉团 。